# Albanie aux Jeux olympiques d'été de 1996
Cet article contient des informations sur la participation et les résultats de l'Albanie aux Jeux olympiques d'été de 1996 à Atlanta aux États-Unis. Elle était représentée par sept athlètes.

## Résultats

### Athlétisme
Femmes
Lancer du javelot
- Mirela Manjani
  - En qualification : 55,64 m (→ éliminée)

Triple saut
- Vera Bitanji
  - En qualification : 12,82 m (→ éliminée)

### Cyclisme
Hommes
Cyclisme sur route
- Besnik Musaj (→ abandon)

### Tir
Femmes
| - 25 m pistolet : - Enkelejda Shehu - En qualification : 576 pts (→ éliminée, 15e place) - Diana Mata - En qualification : 575 pts (→ éliminée, 20e place) | - 10 m pistolet à air : - Enkelejda Shehu - En qualification : 377 pts (→ éliminée, 21e place) - Diana Mata - En qualification : 363 pts (→ éliminée, 38e place) |

### Haltérophilie
76 kg Hommes :
- Ilirjan Suli
  - 1er tour : 255,0 kg (→ 14e place, Arraché : 147,5 kg, Épaulé-jeté : 175,0 kg)

### Lutte
Lutte libre hommes (de 100 kg) :
- Shkëlqim Troplini : Éliminé en 1re ronde